# 권욱 초상
권욱 초상(權煜 肖像)은 충청북도 제천시 제천의병전시관에 있는 조선시대의 권욱 초상화이다. 2012년 7월 6일 충청북도의 유형문화재 제335호로 지정되었다.

## 개요
권상하의 장남인 권욱(權煜, 1658〜1717)의 초상으로 약간 어두운 얼굴에 붉은 입술과 생기 있는 눈이 두드러지는 눈썹은 배채 후에 옅은 갈색의 선으로 표현하였고, 소매 부분의 주름이 특이한 심의는 부드러운 필선으로 간략하게 묘사해 단아한 풍모를 드러낸다. 
기교면에서 특출한 작품은 아니지만, 담백하고 진솔한 화법을 구사한 18세기 전반 사대부 초상화의 다양성을 반영하는 작품이다.

## 같이 보기
- 권욱

## 참고 자료
- 권욱 초상 - 국가유산청 국가유산포털